# Mser jezik
Mser jezik (ISO 639-3: kqx; kotoko-kuseri, kouseri, kousseri, kuseri, klesem) afrazijski jezik čadske porodice kojim govori oko 500 ljudi u kamerunskoj provinciji Far North, te nepoznat broj u gradu N’Djaména, u Čadu.
Klasificira se u biu-mandarske jezike, i južnoj podskupini pravih kotoko jezika. Dijalekti su mu: mser (kousseri, msir), kalo (kalakafra), gawi, houlouf, kabe.

## Vanjske poveznice
- Ethnologue (14th)
- Ethnologue (15th)